# Druid (virus máy tính)
Druid là một virus máy tính được phát hiện vào tháng 10 năm 1992. Nó là loại virus nhiễm vào các chương trình .COM, nhưng không nhiễm COMMAND.COM. Virus ghi đè lên chương trình mà nó nhiễm, thông thường là làm hư các chương trình này.
Dòng văn bản chứa bên trong mã virus trong các chương trình bị nhiễm như sau: "DRUID, coded by Morbid Angel/Line Noise"